# Cladocolea elliptica
Cladocolea elliptica är en tvåhjärtbladig växtart som beskrevs av J. Kuijt. Cladocolea elliptica ingår i släktet Cladocolea och familjen Loranthaceae. Inga underarter finns listade i Catalogue of Life.